# Simon Bening
Simon Bening (c. 1483 – 1561), também conhecido em Portugal pelo nome aportuguesado Simão Bening, foi um pintor miniaturista da escola de Gante-Bruges no século XVI, um dos últimos e mais importantes artistas na tradição neelandesa.
Filho do também aclamado pintor Sanders Bening com Catherine de Goes, Simon foi treinado por seu pai no seu ateliê de pintura em miniatura em Gante. Ele fez seu próprio nome depois de mudar-se para Bruges em 1500 e fixar-se oficialmente como cidadão em 1519, já filiado à guilda local de pintores. Sua especialidade era o livro de horas, mas à sua época estes estavam tornando-se relativamente fora de moda e eram produzidos somente para a realeza e os muito ricos. Ele também criava tabelas genealógicas e altares portáteis em pergaminhos. Muitos de seus trabalhos mais refinados são Trabalhos do Mês para livros de horas (paisagens miniaturizadas), que àquele tempo connstituíam um gênero de pintura ainda incipiente. Em outros aspectos, seu estilo era consideravelmente pouco desenvolvido além do que se tinha nos anos anteriores ao seu nascimento, mas suas paisagens serviram de ligação entre os iluminadores do século XV e Pieter Bruegel. As depicções de pessoas que posaram como modelos, incluindo a aquarela onde pinta a si mesmo, são exemplos claros do gênero de retratos em miniatura. Ele se tornou o lider dos caligrafistas, livreiros, iluminadores e encadernadores da Guilda de Sâo João e da Guilda de São Lucas, da qual tornou-se um membro.
Simon criou livros para governantes germânicos como o Cardeal Alberto de Mainz e reis tal qual o Imperador Carlos V e Don Fernando, um infante de Portugal. Seu prestígio atingiu o cume quando foi incluído no livro "As Vidas dos Mais Excelentes Pintores, Escultores e Arquitetos", de Georgio Vasari, publicado pela primeira vez em 1550.
Bening teve cinco filhas com Katherine Scroo e a tradição artística continuou na sua família: sua filha mais nova, Levina Teerlinc, tornou-se uma miniaturista como ele, acabando por produzir maior parte de sua obra no mesmo gênero do pai, os retratos. Ela emigra para a Inglaterra, onde serve importantes reis e rainhas como Elisabete I. Uma outra filha de Simon veio a ser uma comerciante de pinturas, miniaturas, pergaminhos e seda.
Bening morreu aos 78 anos, depois de mais de 45 anos de atividade trabalhando com a pintura em miniatura.